# Rhynchospora mixta
Rhynchospora mixta är en halvgräsart som beskrevs av Nathaniel Lord Britton. Rhynchospora mixta ingår i släktet småag, och familjen halvgräs. Inga underarter finns listade i Catalogue of Life.